# Pseudopoda prompta
Espèce
Synonymes
- Sarotes promptus O. Pickard-Cambridge, 1885
- Heteropoda smythiesi Simon, 1897

Pseudopoda prompta est une espèce d'araignées aranéomorphes de la famille des Sparassidae.

## Distribution
Cette espèce se rencontre au Pakistan et en Inde.

## Publication originale
- O. Pickard-Cambridge, 1885 : Araneida. Scientific results of the second Yarkand mission. Calcutta, p. 1-115 (texte intégral).